# Audi Q5 I 8R
Cet article concerne la première génération de l’Audi Q5. Pour des informations générales sur l’Audi Q5, consultez Audi Q5.
La première génération de l'Audi Q5 (désignation de type interne 8R) est un véhicule d'Audi initialement attribué à la catégorie des SUV compact et plus tard à celle des SUV "de taille moyenne".

## Historique du modèle et production
Le Q5 a été officiellement présenté pour la première fois au Salon de l'automobile de Pékin en avril 2008 et il a été lancé en novembre 2008. Il est fabriqué à Ingolstadt, Changchun (République populaire de Chine) et Aurangabad (Inde) et, comme l'A4 B8 et l'A5, il est basé sur la plate-forme MLB d'Audi.

### Lifting
En septembre 2012, le Q5 a fait l'objet d'un lifting, qui a été officiellement présenté pour la première fois à l'AMI de Leipzig; Outre quelques modifications externes, la technologie et les moteurs ont également été révisés. Ainsi, les moteurs ont obtenu plus de puissance et ils sont en même temps devenus plus économiques.
Une variante S de l'Audi Q5 est disponible depuis début 2013. C'est le premier modèle S avec un moteur diesel. Celui-ci est déjà disponible dans les Audi A6 et A7, il a une puissance maximale de 230 kW (313 ch) et il est chargé via deux turbocompresseurs connectés en parallèle.

## Sécurité
Lors du crash test Euro NCAP publié en 2009, le Q5 a reçu une note globale de cinq étoiles. Les scores sont de : 89 % pour les occupants adultes, 84 % pour les enfants, 32 % pour les piétons et 71 % pour l'assistance à la sécurité.

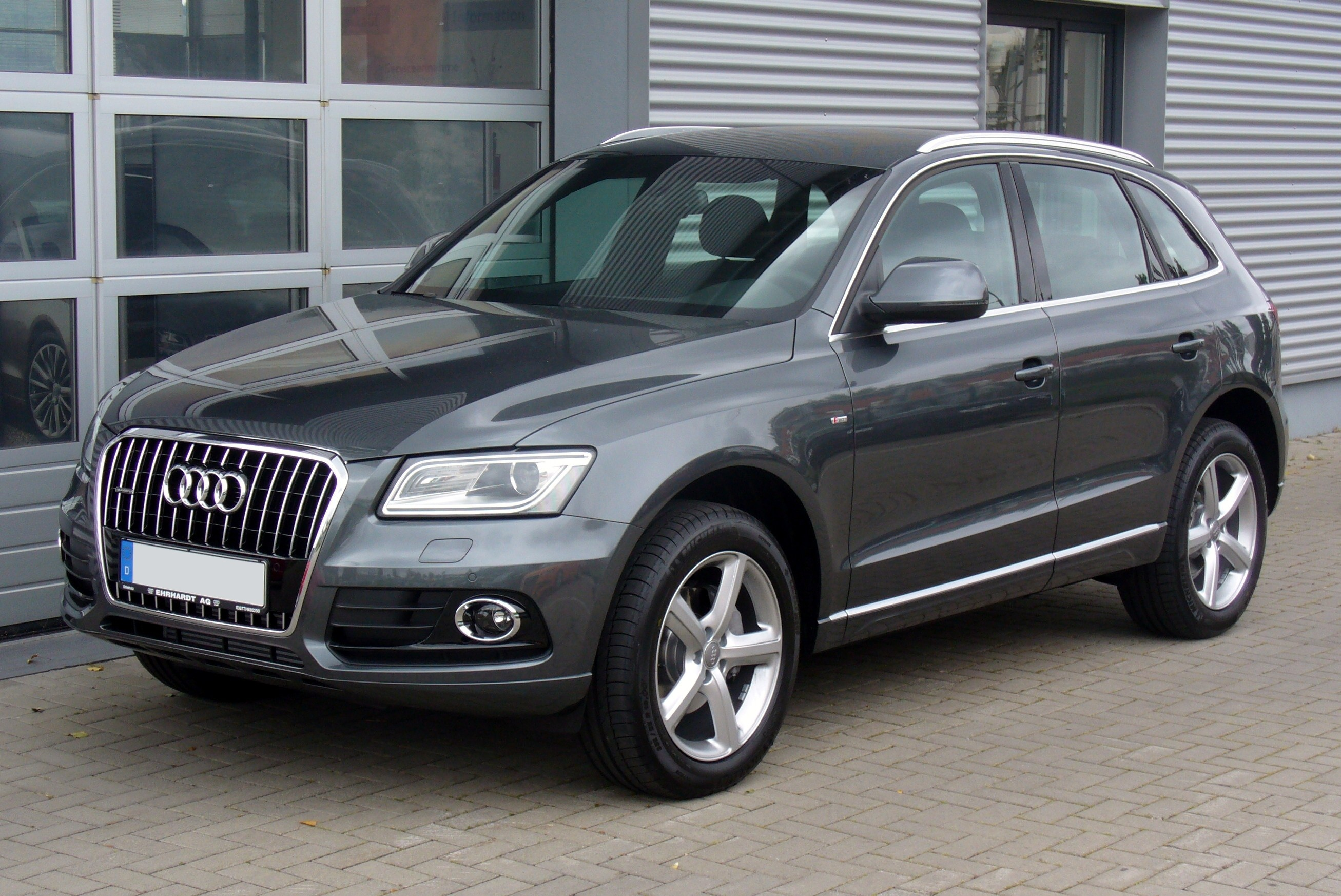
Audi Q5 (2012–2016)
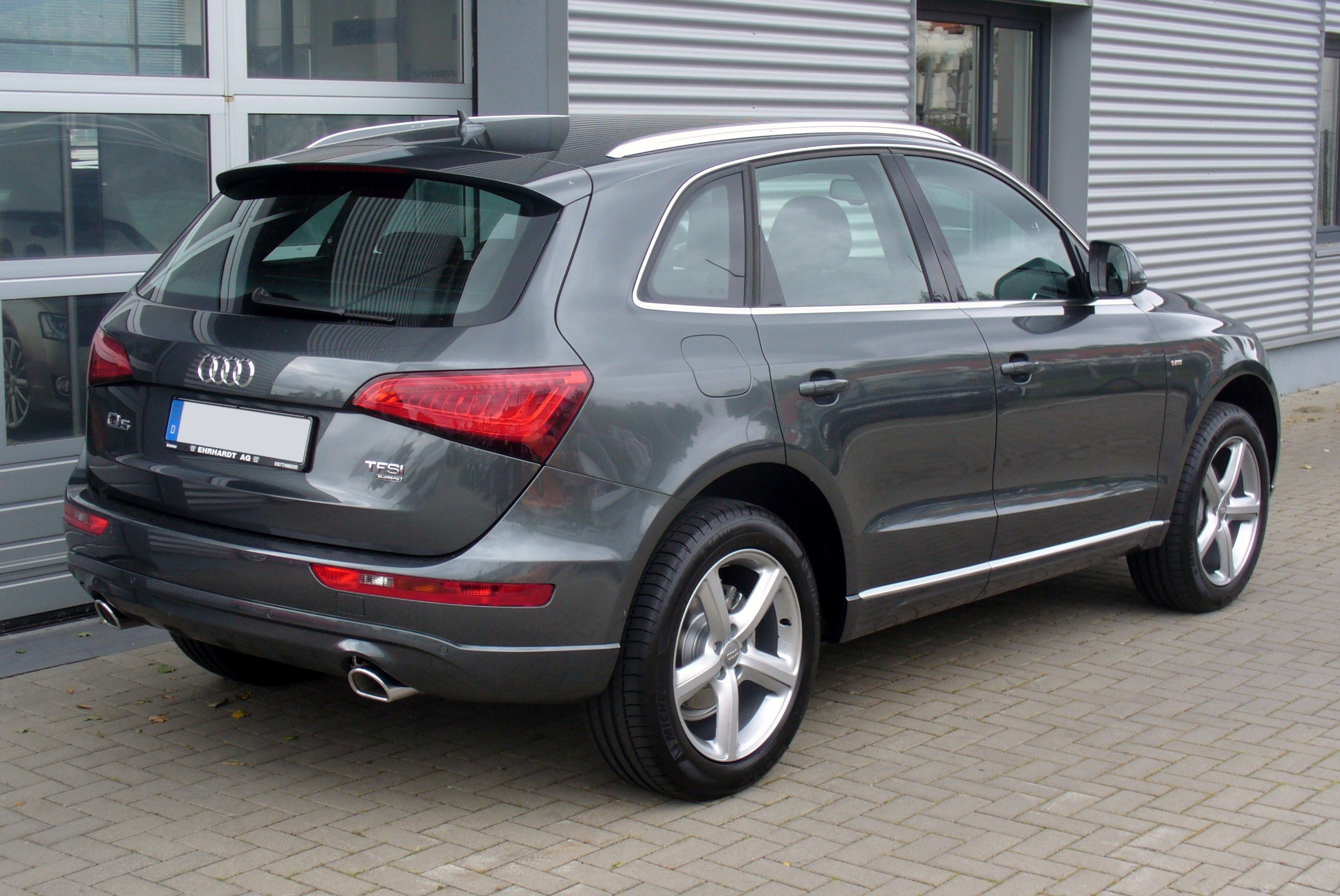
Vue arrière
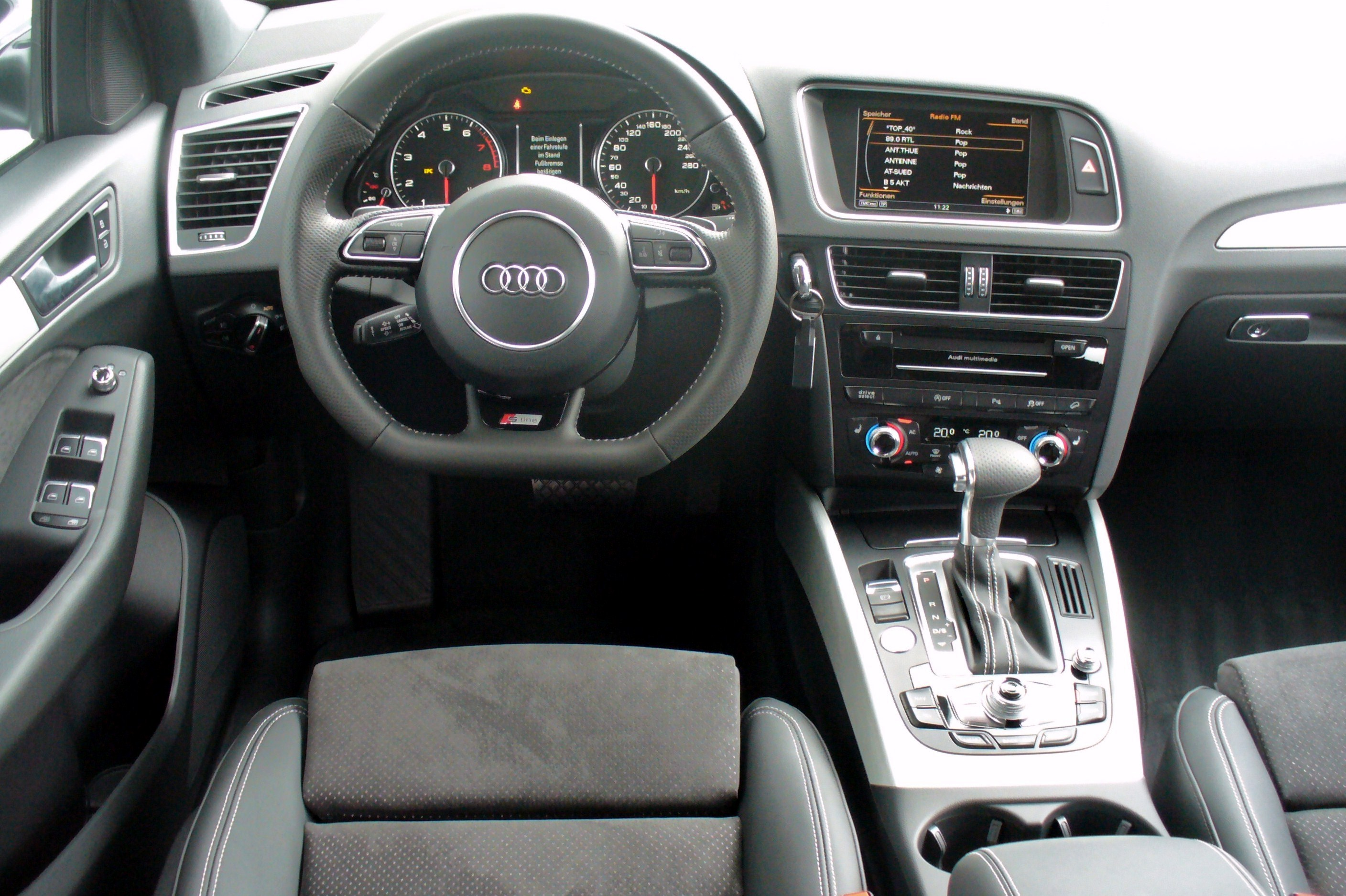
Intérieur
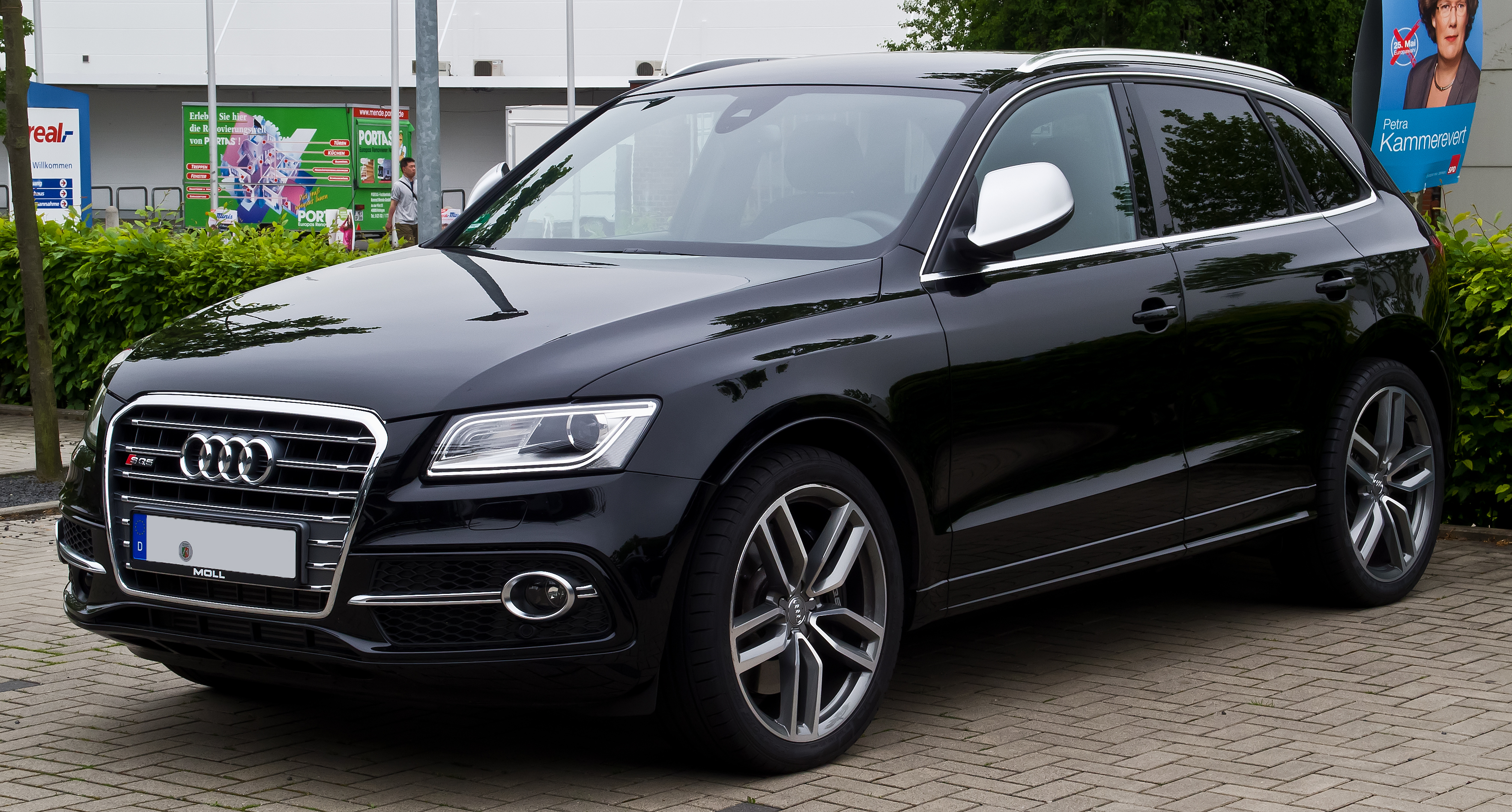
Audi SQ5 TDI (2012–2016)

## Transmission
Au début des ventes à l'automne 2008, un moteur essence et deux moteurs diesel étaient initialement proposés, tous équipés d'un turbocompresseur : le moteur essence avait une injection directe, une cylindrée de 2,0 l, une puissance maximale de 155 kW (211 ch) et un couple maximal de 350 Nm. L’un des moteurs diesel était un TDI avec une cylindrée de 2,0 l, une puissance maximale de 125 kW (170 ch) et un couple maximal de 350 Nm, l’autre était un six cylindres avec une cylindrée de 3,0 l, une puissance maximale de 176 kW (240 ch) et un couple maximal de 500 Nm. À partir de juillet 2009, deux nouveaux moteurs étaient disponibles : un TDI de 2.0 L (105 kW/143 ch) et un TFSI de 2.0 L (132 kW/180 ch).
La transmission directe S tronic à sept rapports, conçue pour des couples allant jusqu'à 500 Newton mètres, a été introduite en tant que nouveauté dans la gamme Audi Q5. Les quatre roues sont entraînées en permanence via celui-ci et un différentiel central Torsen (transmission intégrale quattro). Le différentiel central distribue 40% du couple à l'essieu avant et 60% à l'essieu arrière lorsque la traction des roues est la même sur les deux essieux.

## Caractéristiques techniques

### Moteurs essence
|                                                       | 2.0 TFSI                                              | 2.0 TFSI                                              | 2.0 TFSI                                 | 2.0 TFSI                   | 3.2 FSI                     | 3.0 TFSI                   | SQ5 TFSI                   |
| ----------------------------------------------------- | ----------------------------------------------------- | ----------------------------------------------------- | ---------------------------------------- | -------------------------- | --------------------------- | -------------------------- | -------------------------- |
| Date de commercialisation                             | Depuis 06/2009                                        | 08/2008–04/2012                                       | 10/2012–08/2015                          | Depuis 08/2015             | 01/2009–04/2012             | 04/2012–04/2015            | 2013–2017                  |
| Code Moteur                                           | CDNB, CNBC, CNCB, CDZA                                | CDNC, CPMA, CADA, CAEB                                | CNCD                                     | CNCE                       | CALB                        | CTUC, CTVA                 | CTUD, CTXA                 |
| Type de moteur                                        | En ligne                                              | En ligne                                              | En ligne                                 | En ligne                   | En V                        | En V                       | En V                       |
| Suralimentation                                       | Turbocompresseur                                      | Turbocompresseur                                      | Turbocompresseur                         | Turbocompresseur           | —                           | Compresseur                | Compresseur                |
| Type d'injection                                      | Injection directe                                     | Injection directe                                     | Injection directe                        | Injection directe          | Injection directe           | Injection directe          | Injection directe          |
| Cylindres/soupape                                     | 4/16                                                  | 4/16                                                  | 4/16                                     | 4/16                       | 6/24                        | 6/24                       | 6/24                       |
| Cylindrée                                             | 1984 cm³                                              | 1984 cm³                                              | 1984 cm³                                 | 1984 cm³                   | 3197 cm³                    | 2995 cm³                   | 2995 cm³                   |
| Puissance maximum tr/min                              | 132 kW (180 cv)/ 4000–6000                            | 155 kW (211 cv)/ 4300–6000                            | 165 kW (225 cv)/ 4500–6250               | 169 kW (230 cv)/ 4700–6200 | 199 kW (270 cv)/ 6500       | 200 kW (272 cv)/ 4780–6500 | 260 kW (354 cv)/ 6000–6500 |
| Couple maximum tr/min                                 | 320 Nm/ 1500–3800                                     | 350 Nm/ 1500–4200                                     | 350 Nm/ 1500–4500                        | 350 Nm/ 1500–4600          | 330 Nm/ 3000–5000           | 400 Nm/ 2500–4780          | 470 Nm/ 4000–4500          |
| Roues motrice                                         | Intégral                                              | Intégral                                              | Intégral                                 | Intégral                   | Intégral                    | Intégral                   | Intégral                   |
| Boîte de vitesse, série                               | Transmission manuelle à 6 vitesses (0B2)              | Transmission manuelle à 6 vitesses (0B2)              | Transmission manuelle à 6 vitesses (0B2) | Tiptronique à 8 vitesses   | S-Tronic à 7 rapports (0B5) | Tiptronique à 8 vitesses   | Tiptronique à 8 vitesses   |
| Boîte de vitesse, Option                              | S-Tronic à 7 rapports (0B5) et Tiptronic à 8 rapports | S-Tronic à 7 rapports (0B5) et Tiptronic à 8 rapports | Tiptronique à 8 vitesses                 |                            |                             |                            |                            |
| Poids à vide                                          | 1795–1845 kg                                          | 1795–1830 kg                                          | 1795–1830 kg                             | 1845 kg                    | 1880 kg                     | 1915 kg                    | 2000 kg                    |
| Charge utile                                          | 610 kg                                                | 610 kg                                                | 575–610 kg                               | 610 kg                     | 610 kg                      | 610 kg                     | N.A.                       |
| Charge remorquable freiné maximum sur une pente à 12% | 2000 kg                                               | 2000 kg                                               | 2000 kg                                  | 2000 kg                    | 2000 kg                     | 2400 kg                    | N.A.                       |
| Accélération, 0–100 km/h                              | 8,2–8,5 s                                             | 7,2–7,6 s                                             | 7,1–7,4 s                                | 6,9 s                      | 6,9 s                       | 5,9 s                      | 5,3 s                      |
| Vitesse maximal                                       | 205–210 km/h                                          | 222 km/h                                              | 222 km/h                                 | 228 km/h                   | 234 km/h                    | 234 km/h                   | 250 km/h                   |
| Consommation de carburant aux 100 km, mixte           | 7,2–8,4 l                                             | 8,1–8,6 l                                             | 7,5–7,9 l                                | 7,2 l                      | 9,3 l                       | 8,5 l                      | 8,5 l                      |
| Émissions de CO²                                      | 168–195 g/km                                          | 188–199 g/km                                          | 174–184 g/km                             | 168 g/km                   | 218 g/km                    | 199 g/km                   | 199 g/km                   |
| Norme d'émissions                                     | Euro 6                                                | Euro 5                                                | Euro 6                                   | Euro 6                     | Euro 5                      | Euro 5                     | —                          |
| Source                                                | [ 11 ]                                                | ,                                                     | ,                                        | ,                          | [ 18 ]                      | [ 19 ]                     |                            |